# Вівсянчик аргентинський
Вівся́нчик аргентинський (Porphyrospiza carbonaria) — вид горобцеподібних птахів родини саякових (Thraupidae). Ендемік Аргентини.

## Опис
Довжина птаха становить 14,5 см. У самців лоб, тім'я, щоки і нижня частина тіла чорні, боки і верхня частина тіла сірі, потилиця і спина чорнуваті, крила поцятковані світлими смугами. Дзьоб яскраво-жовтий, лапи жовтуваті. у самиць верхня частина тіла бурувато-сіра, нижня частина тіла білувата, груди поцятковані темними смугами. 

## Поширення і екологія
Аргентинські вівсянчики мешкають в центральній Аргентині, від Мендоси, Ла-Пампи і південного Буенос-Айреса до Ріо-Негро і східного Чубуту, трапляються в горах Кордови. Взимку частина популяції мігрує на північний захід Аргентини, досягаючи Тукуману. Вони живуть в степах і чагарникових заростях, зустрічаються на висоті до 700 м над рівнем моря.